# Josh Jackson
Joshua O’Neal Jackson (* 10. Februar 1997 in San Diego, Kalifornien) ist ein US-amerikanischer Basketballspieler. Er spielte während seiner College-Basketball-Karriere für die Mannschaft der University of Kansas als Small Forward. Er steht er in der NBA bei den  Toronto Raptors unter Vertrag.

## College
Josh Jackson spielte ein Jahr in der NCAA Division I für die Mannschaft der University of Kansas, genannt Kansas Jayhawks. Während seiner Freshman-Saison kam Jackson auf durchschnittlich 16,3 Punkte, 5,9 Assists und 5,7 Rebounds.

## NBA
Jackson meldete sich zur NBA-Draft 2017 an und galt in vielen Mock Drafts als Kandidat auf einen der ersten fünf Plätze. Er letztlich an vierter Stelle von den Phoenix Suns ausgewählt. Nach anfänglichen Anpassungsproblemen steigerte sich Jackson im Fortgang seines ersten NBA-Spieljahres und kam in 77 Einsätzen auf Mittelwerte von 13,1 Punkten und 4,6 Rebounds pro Begegnung. Er wurde im Anschluss an die Saison 2017/18 ins NBA All-Rookie Second Team gewählt.
In seinem zweiten Jahr in der NBA (2018/19) schaffte Jackson es nicht, sich zu verbessern. Bei gleichbleibender Spielzeit gingen seine Punkte pro Spiel von 13,1 auf 11,5 sowie seine Rebounds pro Spiel von 4,6 auf 4,4 jeweils zurück. Daraufhin wurde Jackson nach Ende der Saison zu den Memphis Grizzlies transferiert. Dort lag seine Einsatzzeit unter jener in Phoenix, nach seinem Wechsel zu den Detroit Pistons kam Jackson besser zurecht und kam 2020/21 auf 13,4 Punkte je Begegnung.
Im Februar 2022 wurde Jackson von Detroit an die Sacramento Kings abgegeben.

## Karriere-Statistiken

### NBA

#### Hauptrunde
| Saison  | Team    | GP  | GS | MPG  | FG % | 3P % | FT % | RPG | APG | SPG | BPG | PPG  |
| ------- | ------- | --- | -- | ---- | ---- | ---- | ---- | --- | --- | --- | --- | ---- |
| 2017–18 | Phoenix | 77  | 35 | 25.4 | .417 | .263 | .634 | 4.6 | 1.5 | 1.0 | 0.5 | 13.1 |
| 2018–19 | Phoenix | 79  | 29 | 25.2 | .413 | .324 | .671 | 4.4 | 2.3 | 0.9 | 0.7 | 11.5 |
| 2019–20 | Memphis | 22  | 0  | 17.3 | .440 | .319 | .700 | 3.0 | 1.6 | 0.8 | 0.4 | 9.0  |
| Gesamt  | Gesamt  | 178 | 64 | 24.3 | .417 | .298 | .655 | 4.3 | 1.9 | 1.0 | 0.6 | 11.9 |